# セキトバイースト
セキトバイースト（欧字名:Sekitoba East、2021年1月30日 - ）は、日本の競走馬。主な勝ち鞍に2025年の府中牝馬ステークス。
馬名の由来は、赤兎馬＋東。

## 経歴

### デビュー前 - 2歳（2023年）
2022年7月26日、北海道セレクションセールにてTNレーシングに2100万円で落札された。
2023年7月2日、中京競馬場5Rの2歳新馬戦（芝1600m）で岩田望来を背にデビュー。中団から直線で脚を伸ばし、ルージュスタニングに次ぐ2着に入った。次走の2歳未勝利戦は3番手から抜け出して初勝利をマーク。秋に入り、10月9日のりんどう賞（1勝クラス）では2着と好走するも、11月19日の赤松賞（1勝クラス）では5着に敗れて2歳シーズンを終える。

### 3歳（2024年）
1月13日の紅梅ステークスより始動。中団から脚を伸ばし、ワイドラトゥールから1馬身差の2着に入った。重賞初挑戦のチューリップ賞は9番人気ながら、終盤まで逃げ粘って2着に入り、三連単169万3290円の大波乱を演出すると共に桜花賞の優先出走権を獲得。4月7日の桜花賞は7着に敗れ、5か月ほど休養に充てたのち、9月15日のローズステークスで復帰。休養明けかつ初の2000m戦ということもあって11番人気と完全に伏兵評価だった。道中は大逃げを打って終盤まで粘り、クイーンズウォークとチェレスタには交わされたものの、3着に好走し秋華賞の優先出走権を獲得した。10月13日の秋華賞も大逃げを繰り出したが、直線で失速し13着惨敗に終わる。

### 4歳（2025年）
3勝クラスの壇之浦ステークスより始動。2歳未勝利戦以来となるキャリア2勝目を挙げるととともに、オープンクラスに昇級した。続く中山牝馬ステークスと福島牝馬ステークスは共に二桁順位に沈む。5月25日の都大路ステークスは大敗続きだったこともあって人気を落としたが、好位から直線で後続を突き放してオープン昇格後初勝利を挙げた。6月22日の府中牝馬ステークスも好位からゴール前で抜け出して念願の重賞初優勝を果たした。

## 競走成績
以下の内容は、JBISサーチおよびnetkeiba.comに基づく。
| 競走日     | 競馬場 | 競走名         | 格   | 距離（馬場）  | 頭 数 | 枠 番 | 馬 番 | オッズ （人気） | 着順 | タイム （上り3F） | 着差 | 騎手      | 斤量 [kg] | 1着馬（2着馬）       | 馬体重 [kg] |
| ---------- | ------ | -------------- | ---- | ------------- | ----- | ----- | ----- | --------------- | ---- | ----------------- | ---- | --------- | --------- | -------------------- | ----------- |
| 2023.07.02 | 中京   | 2歳新馬        |      | 芝1600m（良） | 8     | 3     | 3     | 004.20（3人）   | 02着 | R1:36.9（34.3）   | -0.2 | 0岩田望来 | 55        | ルージュスタニング   | 432         |
| 0000.07.23 | 中京   | 2歳未勝利      |      | 芝1600m（良） | 8     | 4     | 4     | 001.70（1人）   | 01着 | R1:35.8（34.6）   | -0.7 | 0岩田望来 | 55        | （サマーアゲイン）   | 434         |
| 0000.10.09 | 京都   | りんどう賞     | 1勝  | 芝1400m（重） | 10    | 3     | 3     | 003.60（1人）   | 02着 | 01:22.9（35.0）   | -0.0 | 0藤岡康太 | 55        | キャプテンネキ       | 442         |
| 0000.11.19 | 東京   | 赤松賞         | 1勝  | 芝1600m（良） | 9     | 4     | 4     | 003.10（2人）   | 05着 | 01:34.2（34.0）   | -0.4 | 0三浦皇成 | 55        | ステレンボッシュ     | 446         |
| 2024.01.13 | 京都   | 紅梅S          | L    | 芝1400m（良） | 9     | 5     | 5     | 004.80（3人）   | 02着 | R1:23.6（34.6）   | -0.2 | 0岩田望来 | 55        | ワイドラトゥール     | 452         |
| 0000.03.02 | 阪神   | チューリップ賞 | GII  | 芝1600m（良） | 16    | 4     | 8     | 036.30（9人）   | 02着 | 01:33.3（35.6）   | -0.2 | 0藤岡佑介 | 55        | スウィープフィート   | 442         |
| 0000.04.07 | 阪神   | 桜花賞         | GI   | 芝1600m（良） | 18    | 5     | 10    | 080.2（10人）   | 07着 | 01:32.8（34.4）   | -0.6 | 0藤岡佑介 | 55        | ステレンボッシュ     | 438         |
| 0000.09.15 | 中京   | ローズS        | GII  | 芝2000m（稍） | 15    | 6     | 10    | 051.6（11人）   | 03着 | R2:00.1（35.8）   | -0.2 | 0藤岡佑介 | 55        | クイーンズウォーク   | 452         |
| 0000.10.13 | 京都   | 秋華賞         | GI   | 芝2000m（良） | 15    | 8     | 15    | 033.0（10人）   | 13着 | 01:58.5（38.1）   | -1.4 | 0藤岡佑介 | 55        | チェルヴィニア       | 458         |
| 2025.01.26 | 小倉   | 壇之浦S        | 3勝  | 芝1800m（良） | 12    | 8     | 12    | 003.50（1人）   | 01着 | 01:46.9（34.8）   | -0.3 | 0藤岡佑介 | 55        | （マイネルティグレ） | 460         |
| 0000.03.08 | 中山   | 中山牝馬S      | GIII | 芝1800m（良） | 14    | 8     | 14    | 010.60（6人）   | 12着 | R1:47.9（35.9）   | -0.8 | 0藤岡佑介 | 55        | シランケド           | 454         |
| 0000.04.20 | 福島   | 福島牝馬S      | GIII | 芝1800m（良） | 16    | 5     | 9     | 011.90（7人）   | 10着 | 01:47.3（35.5）   | -1.1 | 0吉田隼人 | 55        | アドマイヤマツリ     | 454         |
| 0000.05.25 | 京都   | 都大路S        | L    | 芝1800m（稍） | 17    | 8     | 16    | 017.40（8人）   | 01着 | 01:45.2（35.6）   | -0.5 | 0浜中俊   | 54        | （ヒルノローザンヌ） | 460         |
| 0000.06.22 | 東京   | 府中牝馬S      | GIII | 芝1800m（良） | 14    | 7     | 12    | 007.10（5人）   | 01着 | R1:46.0（35.8）   | -0.2 | 0浜中俊   | 55.5      | （カナテープ）       | 458         |

- 競走成績は2025年6月22日現在

## 血統表
| セキトバイーストの血統                   | セキトバイーストの血統                                                      | セキトバイーストの血統                                                      | （血統表の出典）                                                            | （血統表の出典） |
| 父系                                     | ダンジグ系                                                                  | ダンジグ系                                                                  | ダンジグ系                                                                  | [ § 2 ]          |
| 父 *デクラレーションオブウォー 2009 鹿毛 | 父の父War Front 2002 鹿毛                                                   | Danzig                                                                      | Northern Dancer                                                             | Northern Dancer  |
| 父 *デクラレーションオブウォー 2009 鹿毛 | 父の父War Front 2002 鹿毛                                                   | Danzig                                                                      | Pas de Nom                                                                  |                  |
| 父 *デクラレーションオブウォー 2009 鹿毛 | 父の父War Front 2002 鹿毛                                                   | Starry Dreamer                                                              | Rubiano                                                                     | Rubiano          |
| 父 *デクラレーションオブウォー 2009 鹿毛 | 父の父War Front 2002 鹿毛                                                   | Starry Dreamer                                                              | Lara's Star                                                                 |                  |
| 父 *デクラレーションオブウォー 2009 鹿毛 | 父の母Tempo West 1999 栗毛                                                  | Rahy                                                                        | Blushing Groom                                                              | Blushing Groom   |
| 父 *デクラレーションオブウォー 2009 鹿毛 | 父の母Tempo West 1999 栗毛                                                  | Rahy                                                                        | Glorious Song                                                               |                  |
| 父 *デクラレーションオブウォー 2009 鹿毛 | 父の母Tempo West 1999 栗毛                                                  | Tempo                                                                       | Gone West                                                                   | Gone West        |
| 父 *デクラレーションオブウォー 2009 鹿毛 | 父の母Tempo West 1999 栗毛                                                  | Tempo                                                                       | Terpsichorist                                                               |                  |
| 母 *ベアフットレディ 2008 鹿毛           | 母の父Footstepsinthesand 2002 鹿毛                                          | Giant's Causeway                                                            | Storm Cat                                                                   | Storm Cat        |
| 母 *ベアフットレディ 2008 鹿毛           | 母の父Footstepsinthesand 2002 鹿毛                                          | Giant's Causeway                                                            | Mariah's Storm                                                              |                  |
| 母 *ベアフットレディ 2008 鹿毛           | 母の父Footstepsinthesand 2002 鹿毛                                          | Glatisant                                                                   | Rainbow Quest                                                               | Rainbow Quest    |
| 母 *ベアフットレディ 2008 鹿毛           | 母の父Footstepsinthesand 2002 鹿毛                                          | Glatisant                                                                   | Dancing Rocks                                                               |                  |
| 母 *ベアフットレディ 2008 鹿毛           | 母の母Lady Angharad 1996 鹿毛                                               | *テンビー                                                                   | Caerleon                                                                    | Caerleon         |
| 母 *ベアフットレディ 2008 鹿毛           | 母の母Lady Angharad 1996 鹿毛                                               | *テンビー                                                                   | Shining Water                                                               |                  |
| 母 *ベアフットレディ 2008 鹿毛           | 母の母Lady Angharad 1996 鹿毛                                               | Lavezzola                                                                   | *サーモンリープ                                                             | *サーモンリープ  |
| 母 *ベアフットレディ 2008 鹿毛           | 母の母Lady Angharad 1996 鹿毛                                               | Lavezzola                                                                   | Luvi Ullmann                                                                |                  |
| 母系(F-No.)                              | ベアフットレディ(IRE)系(FN:1-m)                                             | ベアフットレディ(IRE)系(FN:1-m)                                             | ベアフットレディ(IRE)系(FN:1-m)                                             | [ § 3 ]          |
| 5代内の近親交配                          | Rahy：S3×M5、Northern Dancer：S4×M5、Blushing Groom：S4×M5、Nijinsky：S5×M5 | Rahy：S3×M5、Northern Dancer：S4×M5、Blushing Groom：S4×M5、Nijinsky：S5×M5 | Rahy：S3×M5、Northern Dancer：S4×M5、Blushing Groom：S4×M5、Nijinsky：S5×M5 | [ § 4 ]          |
| 出典                                     | 1. 2. 3. 4.                                                                 | 1. 2. 3. 4.                                                                 | 1. 2. 3. 4.                                                                 | 1. 2. 3. 4.      |

- 半弟ジョバンニ（父エピファネイア）は2025年若葉ステークス勝ち馬で、2024年ホープフルステークス2着・2025年皐月賞4着の実績がある。